# آمیگو (فیلم)
آمیگو (انگلیسی: Amigo) یک فیلم در ژانر درام به کارگردانی جان سیلس است که در سال ۲۰۱۰ منتشر شد. از بازیگران این فیلم می‌توان به کریس کوپر، دین دی‌هان، دی‌جی کوالز، گرت دیلاهانت و لوکاس نف اشاره کرد.

## بازیگران
- کریس کوپر
- دین دی‌هان
- دی‌جی کوالز
- گرت دیلاهانت
- لوکاس نف
- یول وازکوئز
- جیمز پارکس
- جوئل توره